# Julia Hartwig
Julia Hartwig-Międzyrzecka (Lublino, 14 agosto 1921 – Gouldsboro, 14 luglio 2017) è stata una poetessa polacca.

## Biografia
Julia Hartwig è nata nel 1921 a Lublino. Figlia di un fotografo (il fratello Edward Hartwig seguirà con successo le orme del padre), Julia termina gli studi sotto l'occupazione tedesca frequentando le università clandestine di Varsavia e di Lublino. Nel 1947 vince una borsa di studio per la Francia, dove resterà fino al 1950.
L'esordio letterario avviene nel 1956 con la raccolta Pożegnania (Addii), a cui seguono con regolarità molte altre raccolte. Fondamentale è per la poetessa la fascinazione per la cultura francese, soprattutto come traduttrice (Apollinaire, Cendrars, Reverdy) e saggista (molto importante la monografia su Apollinaire, tradotta in varie lingue). Nel solco di altri autori francesi come Henri Michaux, Julia Hartwig ha inoltre affinato la sua prosa poetica, un genere poco praticato nella letteratura polacca e di cui Hartwig è maestra incontrastata. Accanto ai francesi, di grande rilievo è stata inoltre l'attività di traduzione di autori americani, spesso insieme al marito Artur Międzyrzecki, poeta e traduttore a sua volta, finissimo letterato e figura di spicco della cultura polacca del dopoguerra, con cui tra l'altro realizza l'antologia Opiewam nowoczesnego człowieka (Canto l'uomo moderno, 1992), dedicata alla letteratura americana da Edgar Allan Poe e Walt Whitman ai contemporanei. Negli anni 1970-74 la coppia risiede in America del nord, tenendo conferenze in Canada e Stati Uniti.
Negli ultimi anni, oltre a pubblicare regolarmente, Julia Hartwig continua a partecipare attivamente alla vita culturale polacca (dal 2008 presiede la giuria del premio letterario COGITO).

## Opera
L'originalità dei versi di Julia Hartwig sta nella compresenza di un doppio sguardo sulla realtà, lucido e allo stesso tempo rivolto a quella dimensione onirica alla quale solo la poesia può accedere, e nel modo in cui è espresso l'intreccio tra l'esercizio della memoria, che caratterizza molta poesia polacca novecentesca, e la pratica del sogno, in una lingua poetica che mostra una raffinata ricerca del ritmo e allo stesso tempo persegue costantemente la chiarezza e l'intelligibilità. Come in Czesław Miłosz, che stimava molto la poesia della Hartwig, il lavoro sulla lingua non nasce solo da esigenze estetiche ma anche etiche, fondate su un umano senso di partecipazione. Oltre alla produzione propriamente poetica, Julia Hartwig è autrice di componimenti brevi intitolati Błyski (Lampi), e che l'autrice così descrive:  “I Lampi sono le orme del quotidiano viavai del pensiero, dal quale la poesia vuole sprigionarsi nella fervida strada del verso o del poema in prosa”.

## Opere

### Poesia
- Pożegnania (Addii 1956)
- Wolne ręce (Mani libere 1969)
- Dwoistość (Dualità 1971)
- Czuwanie (Veglia 1978)
- Obcowanie (Comunione 1987)
- Czułość (Affetto1992)
- Jak długo trwać będą dawne imiona (Quanto dureranno i nomi antichi 1996)
- Zobaczone (Visti 1999)
- Nie ma odpowiedzi (Non c'è risposta 2001)
- Wiersze amerykańskie (Poesie americane)
- Błyski (Lampi)
- Mówiąc nie tylko do siebie. Poematy prozą (Parlando non solo a sé stessi. Poemi in prosa 2003)
- Bez pożegnania (Senza commiato 2004)
- Zwierzenia i błyski (Confidenze e lampi 2004)
- To wróci (Torna 20073)
- Trzecie błyski (Terzi lampi 2008)
- Jasne niejasne (Chiarooscuro 2009)

### Prosa
- Dziennik amerykański (Diario americano 1980)
- Zawsze powroty - dzienniki podróży (Sempre ritorni. Diario di viaggio 2001)
- Podziękowanie za gościnę (Un ringraziamento per l'accoglienza 2006)

### Saggistica
- Apollinaire (monografia, 1962, 1964, 1972; trad. francese 1972)
- Gérard de Nerval (monografia; PIW 1972)
- Pisane przy oknie (Scritti alla finestra 2004)

### In italiano
- Julia Hartwig, Sotto quest'isola, Donzelli, Roma 2007 (traduzione di Silvano De Fanti, con una breve presentazione di Annalisa Comes)
- Julia Hartwig, Lampi, Scheiwiller, Milano 2008 (a cura di Francesco Groggia)

- Wikimedia Commons contiene immagini o altri file su Julia Hartwig